# Rhipogonum discolor
Rhipogonum discolor är en enhjärtbladig växtart som beskrevs av Ferdinand von Mueller. Rhipogonum discolor ingår i släktet Rhipogonum och familjen Rhipogonaceae. Inga underarter finns listade.